# Caso Bush contra Gore
O caso Bush contra Gore, 531 U.S. 98 (2000), teve uma decisão marcante da Suprema Corte dos Estados Unidos, proferida em 12 de dezembro de 2000, que resolveu uma disputa sobre recontagem de votos na eleição presidencial da Flórida em 2000 entre George W. Bush e Al Gore. Em 8 de dezembro, a Suprema Corte da Flórida havia ordenado uma recontagem estadual de todos os subvotos (mais de 61.000 cédulas que as máquinas de tabulação de votos não haviam registrado). A campanha de Bush imediatamente pediu à Suprema Corte dos EUA para interromper a decisão e parar a recontagem. O juiz Antonin Scalia, convencido de que todas as recontagens manuais realizadas nos condados da Flórida eram ilegítimas, instou seus colegas a conceder a interrupção imediatamente. Em 9 de dezembro, os cinco juízes conservadores da Corte concederam a interrupção, com Scalia citando o "dano irreparável" que poderia ocorrer a Bush, pois as recontagens lançariam "uma nuvem desnecessária e injustificada" sobre a legitimidade de Bush. Em discordância, o juiz John Paul Stevens escreveu que "contar cada voto legalmente dado não pode constituir dano irreparável." Argumentos orais foram marcados para 11 de dezembro.
Numa decisão de 5–4 per curiam, o Tribunal decidiu, estritamente por motivos de igualdade de proteção, que a recontagem fosse interrompida. Especificamente, considerou que o uso de diferentes padrões de contagem em diferentes condados violava a Cláusula de Proteção Igualitária da Constituição dos EUA; o caso também foi discutido com base na jurisdição do Artigo II, que foi favorecido apenas pelos juízes Antonin Scalia, Clarence Thomas e William Rehnquist. O Tribunal então decidiu sobre uma solução, decidindo contra a solução proposta pelos juízes Stephen Breyer e David Souter de enviar o caso de volta à Flórida para concluir a recontagem usando um padrão uniforme em todo o estado antes da reunião agendada dos eleitores da Flórida para 18 de dezembro em Tallahassee. Em vez disso, a maioria considerou que nenhum método alternativo poderia ser estabelecido dentro do prazo discricionário de "porto seguro" de 12 de dezembro estabelecido pelo Título 3 do Código dos Estados Unidos (3 USC), § 5, que a Suprema Corte da Flórida havia declarado que o Legislativo da Flórida pretendia se encontrar. Esse prazo chegou duas horas após a divulgação da decisão do Tribunal. O Tribunal, sustentando que o não cumprimento do prazo do "porto seguro" violaria, portanto, o Código Eleitoral da Flórida, rejeitou a prorrogação do prazo.
A decisão da Suprema Corte no caso Bush contra Gore foi uma das mais polêmicas da história dos Estados Unidos, pois permitiu a validade da certificação de voto feita pela secretária de Estado da Flórida, Katherine Harris, dando a Bush os 25 votos eleitorais da Flórida. Os votos da Flórida deram a Bush, o candidato republicano, 271 votos eleitorais, um a mais do que os 270 necessários para vencer o Colégio Eleitoral. Isto significou a derrota do candidato democrata Al Gore, que obteve 267 votos eleitorais, mas recebeu 266, já que um "eleitor infiel" do Distrito de Columbia se absteve de votar. Posteriormente, as organizações de comunicação social analisaram os boletins de voto e descobriram que, sob critérios específicos, a recontagem originalmente efetuada dos votos insuficientes de vários grandes condados teria confirmado uma vitória de Bush, enquanto uma recontagem a nível estadual teria resultado numa vitória de Gore. Posteriormente, a Flórida retirou as máquinas de votação com cartão perfurado que produziam as cédulas contestadas no caso.

## Contexto
Nos Estados Unidos, cada estado realiza suas próprias eleições por voto popular para presidente e vice-presidente. Os eleitores estão, na verdade, votando numa lista de eleitores, cada um dos quais se compromete a votar num determinado candidato para cada cargo no Colégio Eleitoral.
Hoje, as legislaturas estaduais promulgaram leis que preveem a seleção de eleitores por voto popular dentro de cada estado. Embora essas leis variem, a maioria dos estados, incluindo a Flórida, concede todos os votos eleitorais ao candidato para qualquer cargo que receba a pluralidade do voto popular do estado. Qualquer candidato que obtenha a maioria absoluta de todos os votos eleitorais a nível nacional (270 desde 1963) vence a eleição nacional.

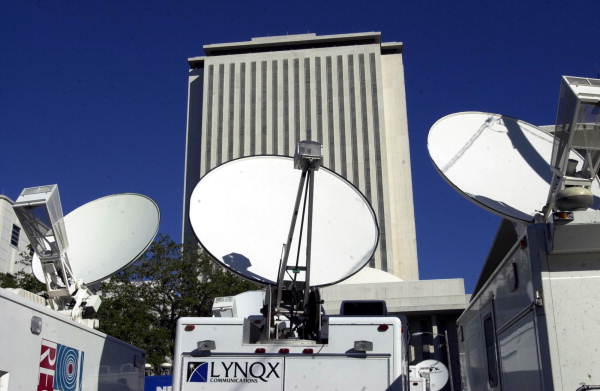
Vista aproximada de caminhões satélites estacionados no Capitólio do Estado da Flórida durante a disputa eleitoral nas eleições presidenciais de 2000

Em 8 de novembro de 2000, a Divisão de Eleições da Flórida informou que Bush venceu com 48,8% dos votos na Flórida, uma margem de vitória de 1.784 votos. A margem de vitória foi inferior a 0,5% dos votos expressos, pelo que ocorreu uma recontagem automática obrigatória por lei. Em 10 de novembro, com a recontagem automática aparentemente concluída em todos os condados, exceto um, a margem de vitória de Bush havia diminuído para 327 votos.
De acordo com o analista jurídico Jeffrey Toobin, análises posteriores mostraram que 18 condados - responsáveis por um quarto de todos os votos emitidos na Flórida - não realizaram a recontagem automática legalmente exigida, mas "Ninguém da campanha de Gore jamais contestou essa visão" de que o a recontagem da máquina foi concluída. As leis eleitorais da Flórida permitem que um candidato solicite a um condado a realização de uma recontagem manual, e Gore solicitou recontagens manuais em quatro condados da Flórida - Volusia, Palm Beach, Broward e Miami-Dade - que geralmente votam nos democratas e deveriam votar encontre mais votos para Gore. Gore não solicitou nenhuma recontagem em condados que geralmente votam nos republicanos. Os quatro condados atenderam ao pedido e iniciaram recontagens manuais. Mas a lei da Florida também exigia que todos os condados certificassem os seus resultados eleitorais ao secretário de estado da Florida no prazo de sete dias após a eleição, e vários dos condados que realizaram recontagens manuais não acreditavam que conseguiriam cumprir este prazo. 
Em 14 de novembro, prazo legal, o Tribunal do Circuito da Flórida decidiu que o prazo de sete dias era obrigatório, mas que os condados poderiam alterar suas declarações em uma data posterior. O tribunal também decidiu que o secretário de estado, depois de "considerar todos os fatos e circunstâncias inerentes", tinha poder discricionário para incluir quaisquer declarações alteradas tardiamente na certificação estadual. Antes do prazo final de 17h00 de 14 de novembro, o condado de Volusia concluiu sua recontagem manual e certificou seus resultados. Às 17h00 do dia 14 de novembro, a secretária de Estado da Flórida, Katherine Harris, anunciou que havia recebido os retornos certificados de todos os 67 condados, enquanto os condados de Palm Beach, Broward e Miami-Dade ainda realizavam recontagens manuais.
Harris emitiu um conjunto de critérios pelos quais ela determinaria se permitiria registros tardios, e exigiu que qualquer condado que tentasse fazer um registro tardio enviasse a ela, até 14h00 do dia seguinte, uma declaração escrita dos fatos e circunstâncias que justificam a apresentação tardia. Ela anunciou ainda que depois de receber os resultados certificados das cédulas de ausentes no exterior de cada condado, ela certificaria os resultados da eleição presidencial em 18 de novembro. Mas em 17 de novembro, a Suprema Corte da Flórida proibiu Harris de certificar a eleição enquanto ouvia recursos de vários casos em andamento. Em 21 de novembro, permitiu a continuação das recontagens manuais e adiou a certificação até 26 de novembro.

## Permanência da recontagem da Flórida

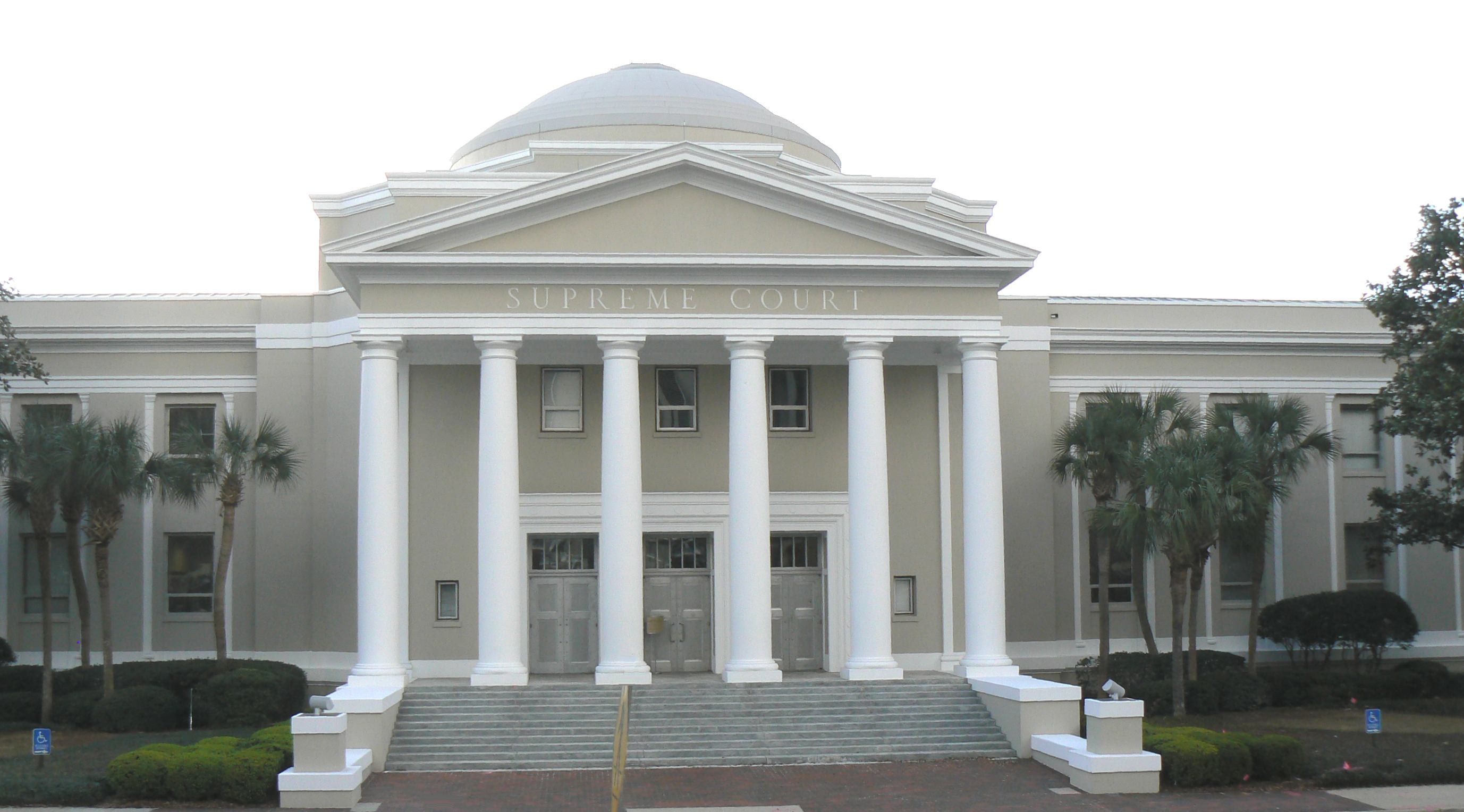
Suprema Corte da Flórida

Em 8 de dezembro de 2000, a Suprema Corte da Flórida, por 4 votos a 3, ordenou uma recontagem manual dos votos insuficientes em todo o estado. Em 9 de Dezembro, decidindo em resposta a um pedido de emergência de Bush, o Supremo Tribunal dos EUA suspendeu a recontagem. O Tribunal também tratou o pedido de tutela de Bush como uma petição para um mandado de certiorari, concedeu essa petição, solicitou informações das partes até as 16h do dia 10 de dezembro e agendou sustentações orais para a manhã de 11 de dezembro.
Embora raramente sejam emitidos pareceres em conexão com concessões de certiorari (um mínimo de quatro dos nove juízes devem votar a favor da concessão), Scalia apresentou um parecer concordando com a decisão do Tribunal, escrevendo que "uma breve resposta é necessária para [a decisão de Stevens] dissidência".

## Desenvolvimentos rápidos
A argumentação oral de Bush v. Gore ocorreu em Theodore Olson, advogado de Washington, DC, apresentou as alegações orais de Bush. O advogado nova-iorquino David Boies defendeu Gore.
Devido à natureza extraordinária e à alegada urgência do caso, o Supremo Tribunal dos EUA emitiu o seu parecer no caso Bush v. Gore em 12 de dezembro, um dia depois de ouvir as alegações orais.

## Lei relevante
A Cláusula de Proteção Igualitária da Décima Quarta Emenda é a disposição constitucional dos EUA na qual se baseou a decisão em Bush v. Gore.Como os eleitores deveriam se reunir em 18 de dezembro, o prazo discricionário do “porto seguro” era 12 de dezembro, apenas um dia após o Tribunal ouvir as alegações orais neste caso.

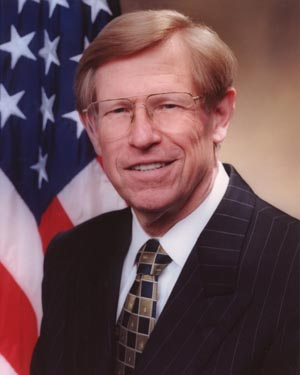
Theodore Olson representou Bush

O Tribunal teve que resolver duas questões diferentes para resolver totalmente o caso:
- As recontagens, tal como eram conduzidas, eram constitucionais?
- Se as recontagens fossem inconstitucionais, qual seria a solução adequada?

Três dias antes, a maioria de cinco juízes ordenou a suspensão da recontagem, e o Tribunal teve de decidir se a reiniciaria.

### Cláusula de Proteção Igualitária
Bush argumentou que as recontagens na Flórida violavam a cláusula de proteção igualitária porque a Flórida não tinha um padrão de recontagem de votos em todo o estado. Cada condado determinou por conta própria se uma determinada cédula era válida. Dois eleitores poderiam ter marcado os seus boletins de voto de forma idêntica, mas o voto num condado seria contado enquanto o voto num condado diferente seria rejeitado, devido aos padrões conflitantes de recontagem manual.
Gore argumentou que havia de fato um padrão estadual, o padrão da "intenção do eleitor", e que esse padrão era suficiente sob a Cláusula de Proteção Igualitária. Além disso, ele argumentou que a consequência de declarar inconstitucional a recontagem da Florida simplesmente porque tratava diferentes eleitores de forma diferente tornaria efetivamente todas as eleições estaduais inconstitucionais e que cada mecanismo de votação teria uma taxa de erro diferente na contagem de votos. Os eleitores em um condado com “cartão perfurado” têm maior chance de ter seus votos subcontados do que os eleitores em um condado com “scanner óptico”.

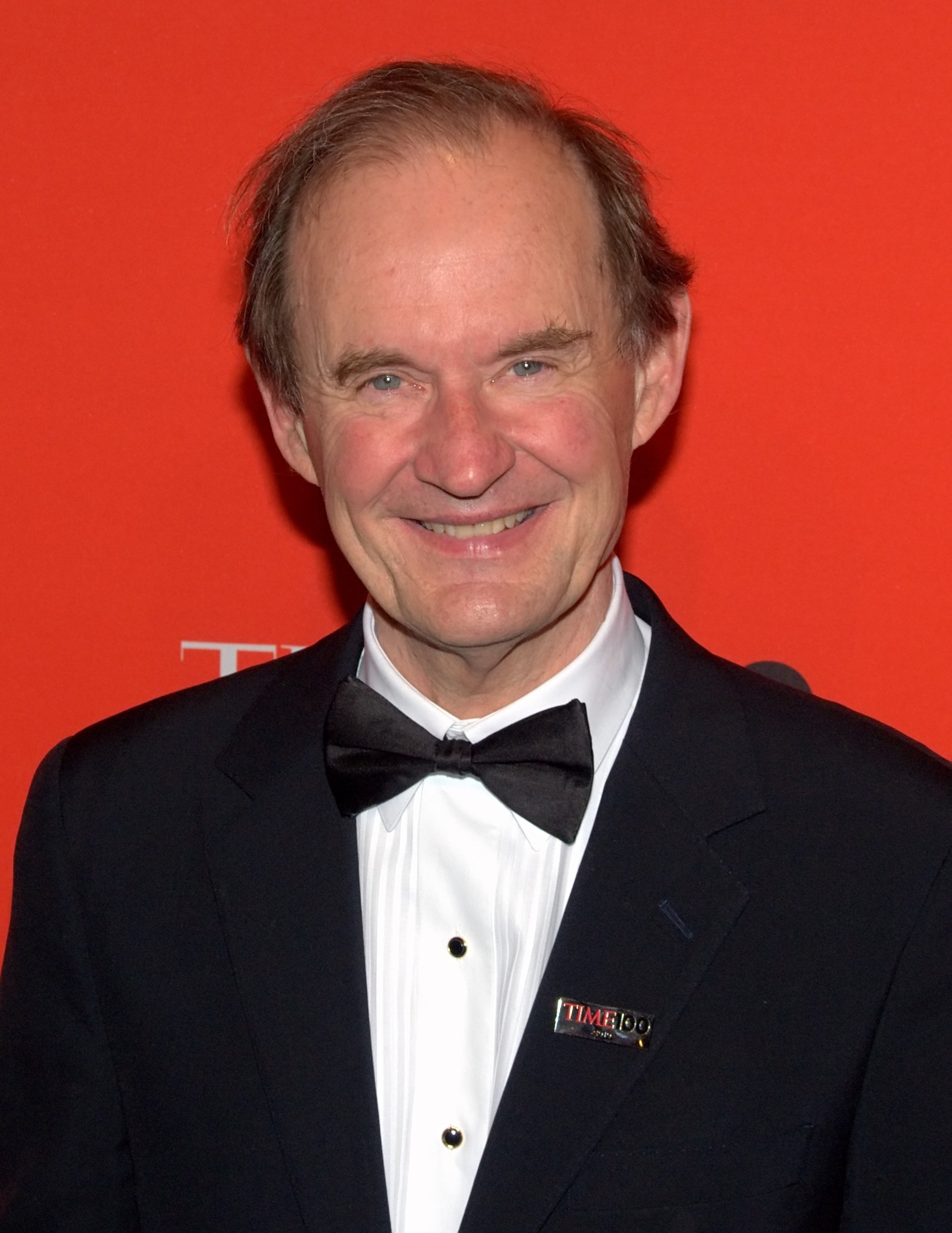
David Boies representou Gore

Esta foi a questão mais decidida no caso. Os argumentos apresentados pelo advogado não abordaram extensivamente o que o Tribunal deveria fazer se o Tribunal encontrasse uma violação de proteção igualitária. Mas Gore argumentou brevemente que a solução apropriada não seria cancelar todas as recontagens, mas sim ordenar uma recontagem adequada.

### Artigo II
Bush também argumentou que a decisão da Suprema Corte da Flórida violou o Artigo II, § 1, cl. 2 da Constituição dos EUA. Essencialmente, Bush argumentou que a interpretação da lei da Flórida feita pela Suprema Corte da Flórida era tão errônea que sua decisão teve o efeito de criar uma nova lei. Uma vez que esta “nova lei” não foi promulgada pela legislatura da Florida, violou o Artigo II. Bush argumentou que o Artigo II dá ao judiciário federal o poder de interpretar a lei eleitoral estadual nas eleições presidenciais para garantir que a intenção da legislatura estadual seja seguida.
Gore argumentou que o Artigo II pressupõe a revisão judicial e a interpretação dos estatutos estaduais, e que a Suprema Corte da Flórida nada mais fez do que exercer os princípios rotineiros da construção legal para chegar à sua decisão.

## Decisão
Em resumo, o detalhamento da decisão foi:
- Cinco juízes concordaram que houve uma violação da Cláusula de Proteção Igualitária ao usar padrões diferentes para determinar um voto válido em diferentes condados, causando uma "avaliação desigual das cédulas em vários aspectos".[24] A opinião per curiam (representando as opiniões dos juízes Kennedy, O'Connor, Rehnquist, Scalia e Thomas) citou especificamente que:
  - O condado de Palm Beach mudou os padrões de contagem de chads com covinhas várias vezes durante o processo de contagem;
  - O condado de Broward usou padrões menos restritivos do que o condado de Palm Beach;
  - A recontagem de votos rejeitados no condado de Miami-Dade não incluiu todos os distritos eleitorais;
  - A Suprema Corte da Flórida não especificou quem recontaria os votos.
- A opinião per curiam também identificou uma inconsistência com o fato de que a recontagem de votos rejeitados em todo o estado da Flórida foi limitada a votos insuficientes. A opinião implicava que uma recontagem constitucionalmente válida incluiria os votos excessivos da Flórida, e não apenas os votos insuficientes. O parecer expressou preocupação de que o escopo limitado da recontagem da Flórida significaria que, ao contrário de alguns votos insuficientes considerados recuperáveis, os votos válidos entre os votos excessivos não seriam recuperados. Além disso, se uma máquina tivesse interpretado incorretamente uma votação excessiva como um voto válido para um dos dois candidatos marcados, em vez de rejeitá-lo, a Flórida contaria erroneamente o que deveria ser um voto inválido.
- Breyer e Souter discordaram da maioria, apontando que Bush não apresentou nenhuma evidência em qualquer tribunal de incontáveis votos excessivos legais e não viu nenhum problema na decisão da Flórida de limitar sua recontagem aos votos insuficientes.[25][26][27] As dissidências de Breyer e Souter foram dissidências completas. Ao contrário da maioria de cinco juízes, cada um identificou uma preocupação de protecção igualitária que não chegou ao nível de uma violação constitucional e propôs uma solução diferente da solução da maioria. Uma opinião divergente não cria precedente nem se torna parte da jurisprudência. No sistema jurídico americano, as opiniões divergentes dos tribunais não são consideradas opiniões válidas e não são incluídas na decisão do tribunal. Nada nas dissidências de Breyer ou Souter pode ser interpretado como parte de qualquer decisão do Tribunal.
- Ao discordar, Ginsburg escreveu que, para o bem ou para o mal, as disparidades faziam parte de todas as eleições e que, se um argumento de proteção igualitária se aplicasse de alguma forma, certamente se aplicaria mais aos eleitores negros.[1]
- Cinco juízes concordaram que 12 de dezembro (a data da decisão) era o prazo estabelecido pela Flórida para recontagens de acordo com 3 USC §5 (Rehnquist,[28] O'Connor, Scalia, Kennedy e Thomas em apoio; Stevens, Souter, Ginsburg e Breyer se opuseram). Souter, acompanhado por Breyer, Ginsburg e Stevens, escreveu: "Mas nenhum Estado é obrigado a se conformar com o §5 se não puder fazer isso (por qualquer motivo); a sanção por não satisfazer as condições do §5 é simplesmente a perda do que foi chamado de seu 'porto seguro'. E mesmo essa determinação deve ser feita, se for feita em qualquer lugar, no Congresso.”[26] Souter e Breyer teriam reenviado o caso à Suprema Corte da Flórida para permitir que aquele tribunal estabelecesse padrões uniformes do que constituía um voto legal para uma recontagem manual de todas as cédulas rejeitadas usando esses padrões.[25][26]
- Três juízes (Rehnquist, Scalia e Thomas) argumentaram que a Suprema Corte da Flórida agiu de forma contrária à intenção da legislatura da Flórida. Quatro (Stevens, Souter, Ginsburg e Breyer) contestaram especificamente isso em suas opiniões divergentes, e os dois restantes (O'Connor e Kennedy) recusaram-se a aderir à concordância de Rehnquist sobre o assunto.[28]

### Cláusula de Proteção Igualitária
Na sua opinião per curiam, o Supremo Tribunal decidiu que a decisão do Supremo Tribunal da Florida que exigia uma recontagem a nível estadual violava a Cláusula de Igualdade de Protecção da Décima Quarta Emenda. Desde então, Kennedy foi identificado como o autor principal da opinião. Além de redigir o parecer, ele incluiu Souter, Breyer e Stevens concordando que havia "problemas" de proteção igual sem consultá-los. O New York Times noticiou que a opinião de Kennedy "mais tarde causou alguma confusão ao se referir a 'sete juízes do tribunal' que 'concordam que há problemas constitucionais com a recontagem'. Isso era verdade, mas também não vinha ao caso." Entrevistas posteriores da Vanity Fair indicaram que Breyer e Souter estavam tentando apelar a Kennedy para se juntar a eles na solução, em vez de concordar que havia ocorrido uma violação de proteção igualitária. Jack Balkin, escrevendo no Yale Law Journal, considerou isso um truque barato para construir a ilusão de uma maioria maior, comparando-o a "dizer que dois médicos concordam que um paciente está doente, mas um quer usar sanguessugas, e o outro quer prescrever antibióticos".
De acordo com o Tribunal, o padrão estadual (de que um "voto legal" é "aquele em que há uma 'indicação clara da intenção do eleitor'") não poderia garantir que cada condado contaria os votos em um moda constitucionalmente permitida. O Tribunal afirmou que a aplicabilidade do parecer per curiam era “limitada às circunstâncias atuais, pois o problema da igualdade de proteção nos processos eleitorais apresenta geralmente muitas complexidades”. Mas o Tribunal não identificou essas complexidades, nem explicou (ou aparentemente considerou) por que razão a ausência de um padrão constitucionalmente aceitável para a contagem de votos, que serviu de base para a decisão do Tribunal, não teria invalidado toda a eleição presidencial na Florida.

#### Remédio
O Tribunal decidiu por 5 a 4 que nenhuma recontagem constitucionalmente válida poderia ser concluída até o prazo de "porto seguro" de 12 de dezembro. A Corte afirmou que "a Suprema Corte da Flórida disse que a legislatura pretendia que os eleitores do Estado 'participassem plenamente do processo eleitoral federal', conforme previsto em 3 U.S.C. § 5 "O Tribunal, portanto, encerrou efetivamente a recontagem proposta, porque "o Legislativo da Flórida pretendia obter os benefícios de porto seguro de 3 USC §5." Souter disse sem rodeios: "A questão de 3 USC §5 não é séria." A dissidência de Breyer declarou: "Ao interromper a recontagem manual e, assim, garantir que os votos legais incontáveis não serão contados sob nenhum padrão, este Tribunal elabora uma solução desproporcional ao dano alegado. E essa solução prejudica os próprios interesses de justiça que o Tribunal está tentando proteger."
Quatro juízes (Stevens, Ginsburg, Souter e Breyer) discordaram da decisão anterior do Tribunal (9 de Dezembro), pela mesma maioria de cinco juízes, de conceder o pedido de emergência de Bush para parar a recontagem e conceder certiorari. Nas suas divergências do parecer per curiam do Tribunal de 12 de Dezembro, Breyer e Souter reconheceram que a contagem até 9 de Dezembro não estava em conformidade com os requisitos de igualdade de protecção. Mas Souter e Breyer foram a favor de devolver o caso ao Supremo Tribunal da Florida com o objectivo de elaborar directrizes específicas sobre como contar os votos contestados, em contraste com a decisão da maioria de suspender completamente a recontagem. A contagem propriamente dita terminou com a decisão de 9 de dezembro, emitida três dias antes de qualquer prazo.
O parecer per curiam não rejeitou tecnicamente o caso e, em vez disso, "reenviou-o para novos procedimentos não inconsistentes com este parecer". Os advogados de Gore compreenderam, portanto, que poderiam continuar a lutar e poderiam apresentar uma petição ao Supremo Tribunal da Florida para repudiar a noção de que o dia 12 de Dezembro seria definitivo ao abrigo da lei da Florida.
Apesar disso, Gore desistiu do caso - e concedeu a eleição a Bush pouco depois - alegadamente porque não estava otimista sobre como os juízes da Florida reagiriam a novos argumentos e, como disse um dos seus conselheiros, "o melhor que Gore poderia esperar era uma lista de eleitores disputados". Além disso, o presidente da campanha de Gore, Bill Daley, argumentou que a luta seria inútil porque mesmo que a Suprema Corte da Flórida desafiasse a Suprema Corte dos EUA e ordenasse uma nova recontagem, "o Partido Republicano os levaria diretamente de volta a Washington, onde a Suprema Corte [dos EUA] repetia: 'Você não vai contar, ok? Então pare de nos incomodar.'"

### Artigo II
A opinião concordante de Rehnquist, acompanhada por Scalia e Thomas, começou por enfatizar que este foi um caso incomum em que a Constituição exige que os tribunais federais avaliem se um supremo tribunal estadual interpretou adequadamente a vontade do legislativo estadual. Normalmente, os tribunais federais não fazem esse tipo de avaliação e, de fato, o parecer per curiam neste caso não o fez. Depois de abordar este aspecto do caso, Rehnquist examinou e concordou com os argumentos apresentados pelos juízes dissidentes da Suprema Corte da Flórida.

## Análises acadêmicas
Bush v. Gore provocou muitas reações fortes de acadêmicos, especialistas e outros, com a maioria das publicações em revistas jurídicas sendo críticas. Uma análise do Georgetown Law Journal descobriu que 78 artigos acadêmicos foram publicados sobre o caso entre 2001 e 2004, com 35 criticando a decisão e 11 defendendo-a.

### A questão corretiva crítica
De acordo com Nelson Lund, ex-secretário jurídico de O'Connor e advogado associado de George HW Bush, um dissidente pode argumentar que a Suprema Corte da Flórida em prisão preventiva em Harris I estava discutindo as "disposições de protesto do Código Eleitoral da Flórida, enquanto as questões em Bush v. Gore surgiram de acordo com as disposições do concurso". Em resposta a si mesmo, Lund escreve que a decisão do tribunal da Florida no caso do concurso não mencionou quaisquer prazos alternativos possíveis. O Tribunal no caso Bush v. Gore devolveu o caso em vez de encerrá-lo, mas a prisão preventiva não incluiu outro pedido de esclarecimento. Louise Weinberg argumenta que mesmo dando à Suprema Corte dos EUA o benefício da dúvida de que agiu adequadamente ao intervir na lei estadual da Flórida, suas ações deveriam ser consideradas inconstitucionais porque sua intervenção não foi acompanhada de qualquer tipo de remédio destinado a determinar o resultado real da eleição.
Indiscutivelmente, a Suprema Corte da Flórida, depois de ter declarado em 11 de dezembro que 12 de dezembro era um "prazo fora do prazo", poderia ter esclarecido seus pontos de vista sobre a disposição do porto seguro ou reinterpretado a lei da Flórida para declarar que 12 de dezembro não era um prazo final prazo sob a lei da Flórida, o que a Suprema Corte dos EUA não proibiu a Suprema Corte da Flórida de fazer.
Michael Abramowicz e Maxwell Stearns argumentam que se a Suprema Corte da Flórida tivesse esclarecido ou reinterpretado a lei estadual da Flórida sobre prisão preventiva, então a Suprema Corte dos EUA poderia ter anulado a ação da Suprema Corte da Flórida como uma violação do Artigo II da Constituição.
Laurence Tribe argumenta que "mesmo assumindo que a margem de manobra [em relação ao recurso] que o Tribunal teoricamente deixou aberta era real, a janela que não conseguiu fechar dificilmente seria o tipo de abertura através que qualquer um ousaria rastejar."

### Limitação "às circunstâncias atuais"
Alguns críticos da decisão argumentam que a maioria parecia procurar refúgio na sua própria lógica na seguinte frase da opinião da maioria: "A nossa consideração limita-se às atuais circunstâncias, para o problema da igualdade de proteção nas eleições processos geralmente apresentam muitas complexidades." Os defensores da Corte argumentaram que esta era uma precaução razoável contra a possibilidade de que a decisão pudesse ser lida de forma muito ampla, argumentando que no curto espaço de tempo disponível seria inapropriado tentar elaborar uma linguagem explicando com mais detalhes como aplicar a decisão a outros casos. Mas os críticos interpretaram a sentença como uma afirmação de que o caso não abriu precedente de forma alguma e não poderia ser usado para justificar qualquer decisão judicial futura, e alguns sugeriram que esta era uma prova de que a maioria percebeu que a sua decisão era insustentável. Independentemente de a maioria pretender que a decisão fosse precedente, vários tribunais federais a citaram em casos eleitorais, como fez um advogado de um candidato republicano ao Congresso durante argumentos jurídicos coincidentes com as eleições presidenciais dos Estados Unidos de 2020.

### Acusação de partidarismo ou conflito de interesses
De acordo com o analista jurídico Jeffrey Toobin, "Bush v. Gore partiu o coração de David Souter. No dia em que a música morreu, ele a chamou. Foi tão político, tão transparentemente político, que assustou a crença de Souter na Suprema Corte como uma instituição" (itálico no original).
Vários autores alegaram que juízes conservadores nomeados pelos republicanos decidiram contra Gore neste caso por razões partidárias.
Também foi analisado se vários juízes tinham um conflito de interesses que os deveria ter forçado a recusar a decisão. Em diversas ocasiões, Rehnquist manifestou interesse em aposentar-se sob uma administração republicana; um estudo descobriu que os relatórios da imprensa "são ambíguos sobre a existência de fatos que teriam criado um conflito de interesses" para ele. Em uma festa na noite da eleição, O'Connor ficou chateada quando foi relatado que Gore havia vencido na Flórida, e seu marido explicou que eles teriam que esperar mais quatro anos antes de se aposentarem no Arizona. Ambos os juízes permaneceram no Tribunal até o segundo mandato de Bush, com Rehnquist morrendo em 2005 e O'Connor se aposentando em 2006.
Os advogados liberais observaram que Scalia mais tarde começou a fazer campanha pela suspensão da ordem de recontagem do tribunal da Flórida de 8 de dezembro, antes que o Tribunal recebesse a resposta de Gore ao pedido de Bush, e ficou muito indignado com a dissidência de Stevens na questão da suspensão e concessão de certiorari que solicitou que a divulgação dos pareceres fosse adiada para que pudesse alterar o seu parecer para incluir uma resposta a Stevens. Kennedy também teria enviado um memorando acusando os dissidentes de "destruir o tribunal".
Foi argumentado que nenhum dos juízes votou de forma consistente com sua jurisprudência anterior, embora o professor de direito da George Mason University, Nelson Lund, tenha contestado esta conclusão, argumentando que, ao contrário dos casos de classificação de suspeitos, o Supremo Tribunal dos EUA nunca exigiu realmente uma demonstração de discriminação intencional em casos de direitos fundamentais, como Bush v. Gore.

### Recontagem por organizações de mídia
Em 2001, o Centro Nacional de Pesquisa de Opinião (NORC) da Universidade de Chicago, patrocinado por um consórcio de grandes organizações de notícias dos Estados Unidos, conduziu o Florida Ballot Project, uma revisão abrangente de 175.010 cédulas que as máquinas de contagem de votos rejeitaram em todo o país. estado, não apenas os condados que realizaram recontagens manuais. O objetivo do projeto era determinar a confiabilidade e a precisão dos sistemas utilizados no processo de votação, incluindo como os diferentes sistemas se correlacionavam com os erros dos eleitores. O estudo foi realizado durante um período de 10 meses. Com base na análise, o grupo de comunicação social concluiu que se as disputas sobre a validade de todos os boletins de voto em questão tivessem sido resolvidas de forma consistente e qualquer padrão uniforme aplicado, o resultado eleitoral teria sido revertido e Gore teria vencido por 60 a 171 votos. Por outro lado, em cenários que envolvessem a revisão de conjuntos limitados de votos não contados por máquinas, Bush teria mantido a liderança. Num desses cenários – o pedido de Gore para recontagens em quatro condados predominantemente democratas – Bush teria vencido por 225 votos. Em outro cenário (se os 64 condados restantes da Flórida tivessem realizado a recontagem manual dos votos contestados que a Suprema Corte da Flórida ordenou em 8 de dezembro, aplicando os vários padrões que as autoridades eleitorais do condado disseram que teriam usado), Bush teria saído vitorioso por 493 votos.
Os cenários envolvendo conjuntos limitados de cédulas incluíam a recontagem não certificada concluída pelo condado de Palm Beach, que, no entanto, excluiu um conjunto de cédulas com covinhas com indicações claras de intenção, um ganho líquido não contabilizado de 682 votos para Gore. Em contraste, os cenários envolvendo todas as cédulas não contadas em todo o estado consideraram todos os votos do condado de Palm Beach, sujeitos a vários padrões de inclusão. O Washington Post qualificou as contagens conduzidas pelo consórcio NORC com a declaração: "Mas nenhum estudo deste tipo pode recriar com precisão o dia da eleição de 2000 ou prever o que poderia ter surgido de batalhas individuais por mais de 6 milhões de votos nos 67 condados da Flórida."
Uma análise mais aprofundada revelou que os distritos eleitorais de maioria negra tiveram três vezes mais votos rejeitados do que os distritos eleitorais brancos. “Para as minorias, concluiu a pesquisa eleitoral, uma recontagem não teria corrigido as desigualdades porque a maioria das cédulas estava impossível de ser recuperada. Mas uma recontagem poderia ter restaurado os votos de milhares de eleitores mais velhos, cujas cédulas com covinhas e votação dupla eram indecifráveis para as máquinas, mas seria foram claros em uma revisão votação por votação."

### Críticas
Vários artigos caracterizaram a decisão como prejudicial à reputação do tribunal, aumentando a visão dos juízes como partidários e diminuindo a confiança dos americanos na integridade das eleições, um resultado que Stevens previu na sua dissidência. Parte da razão pela qual as recontagens não puderam ser concluídas foram as várias paralisações ordenadas pelos vários ramos e níveis do poder judiciário, principalmente o Supremo Tribunal. Os oponentes argumentaram que era impróprio para o Tribunal (pelos mesmos cinco juízes que aderiram à opinião per curiam) conceder uma suspensão que interrompesse preliminarmente as recontagens com base na probabilidade de sucesso de Bush no mérito e no possível dano irreparável a Bush. Embora as ordens de suspensão normalmente não incluam justificação, Scalia concordou em expressar um breve raciocínio para justificá-las, dizendo que um dano potencial irreparável era que uma recontagem inválida poderia minar a legitimidade da eleição de Bush (presumivelmente se, por exemplo, descobrisse que Gore deveria ter vencido). Os defensores da suspensão, como Charles Fried, afirmam que a validade da suspensão foi justificada pela decisão final sobre o mérito e que a única coisa que a suspensão impediu foi uma recontagem "feita de forma inconstitucional".
Alguns críticos argumentaram que a decisão do Tribunal foi uma perversão da Cláusula de Igualdade de Proteção e contrária à doutrina da questão política. Scott Lemieux, da Universidade de Washington, salienta que se a recontagem dos votos sem um padrão uniforme a nível estadual fosse realmente uma violação da Cláusula de Igualdade de Proteção, isso deveria significar que a contagem inicial, que também carecia de um padrão uniforme, era em si inconstitucional.
As críticas de Stevens ao Tribunal em sua dissidência por questionar a imparcialidade do judiciário da Flórida foram criticadas por Lund, um ex-funcionário jurídico de O'Connor. O professor Charles Zelden critica a opinião per curiam no caso por, entre outras coisas, não ter declarado que o sistema eleitoral do país exigia uma reforma significativa, e por não condenar a administração das eleições por juntas eleitorais a tempo parcial dominadas por funcionários partidários e não profissionais. Zelden conclui que o facto de o Tribunal não ter destacado esta falha crítica na democracia eleitoral americana tornou mais provável, e não menos provável, uma repetição do caso Bush v. Gore, quer na Florida, quer noutros lugares. Em 2013, O'Connor, que votou com a maioria, disse que o caso "deu ao tribunal uma reputação nada perfeita". Ela acrescentou: “Talvez o tribunal devesse ter dito: 'Não vamos aceitar, adeus'. ... E provavelmente a Suprema Corte aumentou o problema no final das contas."
Um artigo da Vanity Fair cita vários funcionários do tribunal da época que criticaram a decisão. Eles observam que, apesar da declaração do parecer per curiam de que o caso foi levado "com relutância", Kennedy esteve bastante entusiasmado em aceitar o caso o tempo todo.

## Reação pública
Os editoriais dos principais jornais do país criticaram esmagadoramente a decisão. Uma análise do The Georgetown Law Journal descobriu que os principais jornais do país, por circulação, publicaram 18 editoriais criticando a decisão e seis elogiando-a. Da mesma forma, publicaram 26 artigos de opinião criticando a decisão e oito defendendo-a. As pesquisas mostraram uma série de reações, com 37-65% dos entrevistados acreditando que a política pessoal influenciava as decisões dos juízes, dependendo da pesquisa. Uma pesquisa da Princeton Survey registrou 46% dos entrevistados dizendo que a decisão os tornou mais propensos a suspeitar de preconceitos partidários nos juízes em geral. Uma pesquisa da NBC News/Wall Street Journal mostrou que 53% dos entrevistados acreditavam que a decisão de interromper a recontagem se baseou principalmente na política. Um artigo da Slate de 2010 listou o caso como o primeiro de uma série de eventos que corroeram a confiança americana nos resultados das eleições, observando que o número de ações judiciais movidas por questões eleitorais mais que dobrou desde Bush v. Gore.